# Bumilayinga
Bumilayinga è una circoscrizione rurale (rural ward) della Tanzania situata nel distretto urbano di Mafinga, regione di Iringa. Conta una popolazione di 7 299 abitanti (censimento 2022).